# Albert Gummi
Albert Gummi (1859 Mnichov – 10. října 1930) byl protestantský farář a církevní hodnostář. Od roku 1883 působil v Ústí nad Labem, kde se podílel na vybudování kostela svatého Pavla, jenž byl vysvěcen 30. ledna 1906. Roku 1928 odešel Gummi do penze a na místě ústeckého kazatele jej vystřídal Ludwig Baier, jenž s ním předtím od roku 1911 ve farnosti spolupracoval.
Vedle toho založil Gummi roku 1888 ve městě ženský spolek Gustava Adolfa a posléze se stal i členem městského zastupitelstva. Od roku 1900 zastával pozici superintendanta. Z tohoto titulu se 20. října 1909 účastnil slavnostního otevření Tesařovské kaple.